# Medalha Gauss-Newton
A Medalha Gauss-Newton (em inglês:  Gauss-Newton Medal) é concedida desde 1986 e apresentada atualmente a cada dois anos pela International Association for Computational Mechanics (IACM), em reconhecimento a trabalhos de destaque em mecânica computacional.

## Recipientes
- 1986 Ray Clough
- 1990 John Argyris
- 1991 R. H. Gallagher, Olgierd Zienkiewicz
- 1994 John Tinsley Oden
- 1998 Thomas J.R. Hughes, Erwin Stein
- 2002 Ted Belytschko, R. L. Taylor
- 2004 Franco Brezzi, David Roger Jones Owen
- 2006 Ivo Babuška
- 2008 Ekkehard Ramm
- 2010 Eugenio Oñate
- 2012 W. K. Liu
- 2014 Charbel Farhat